# طوطی والا

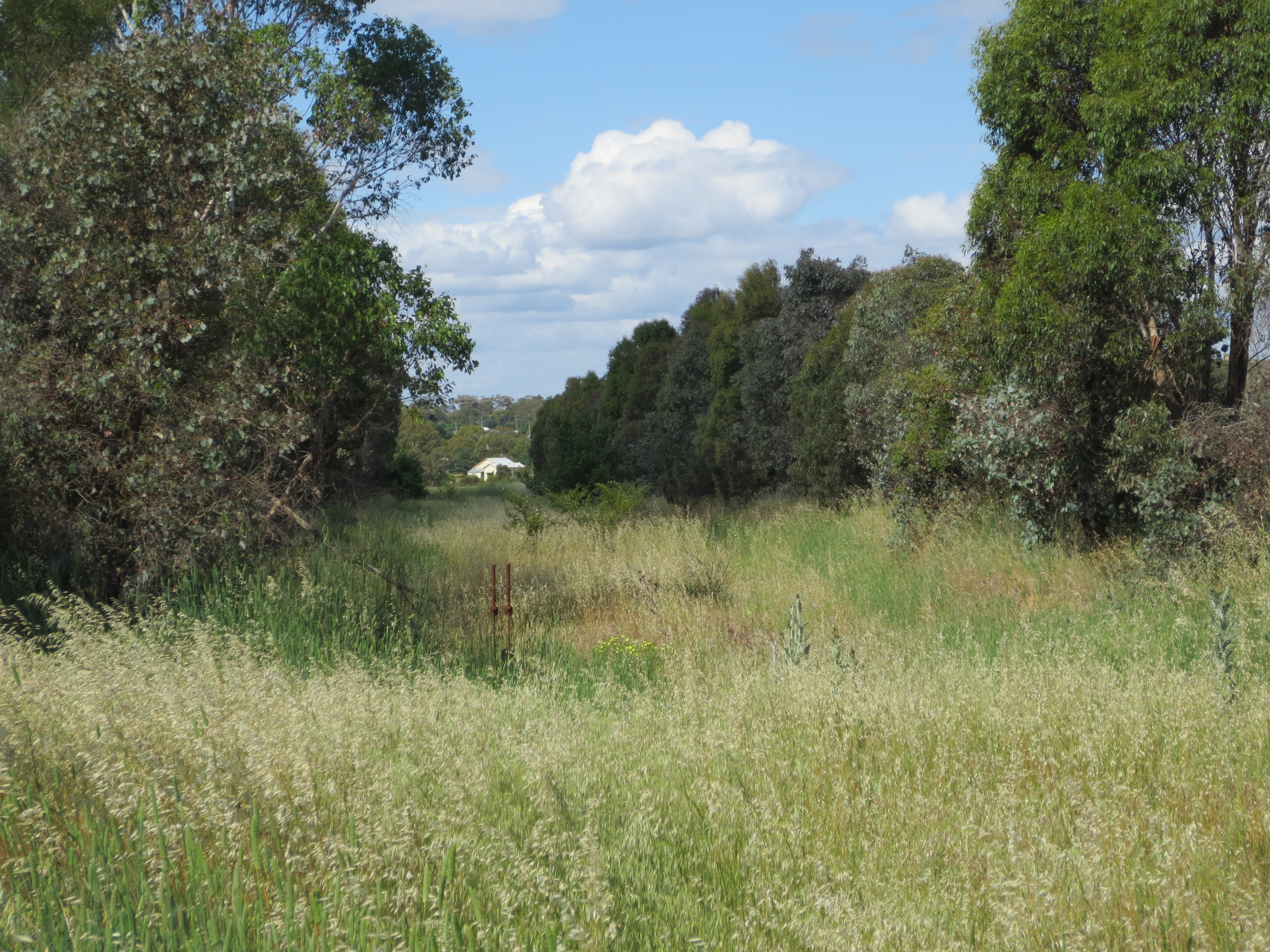
زیستگاه بازسازی‌شده برای طوطی والا در خط راه‌آهن متروکه

طوطی والا (نام علمی: Polytelis swainsonii)، همچنین به عنوان «طوطی بارابند»، یا «طوطی تره سبز» شناخته می‌شود، یک طوطی بومی جنوب شرق استرالیا است. این یک گونهٔ دوشکلی و یکی از سه گونه در سردهٔ طوطی‌های ارجمند است.

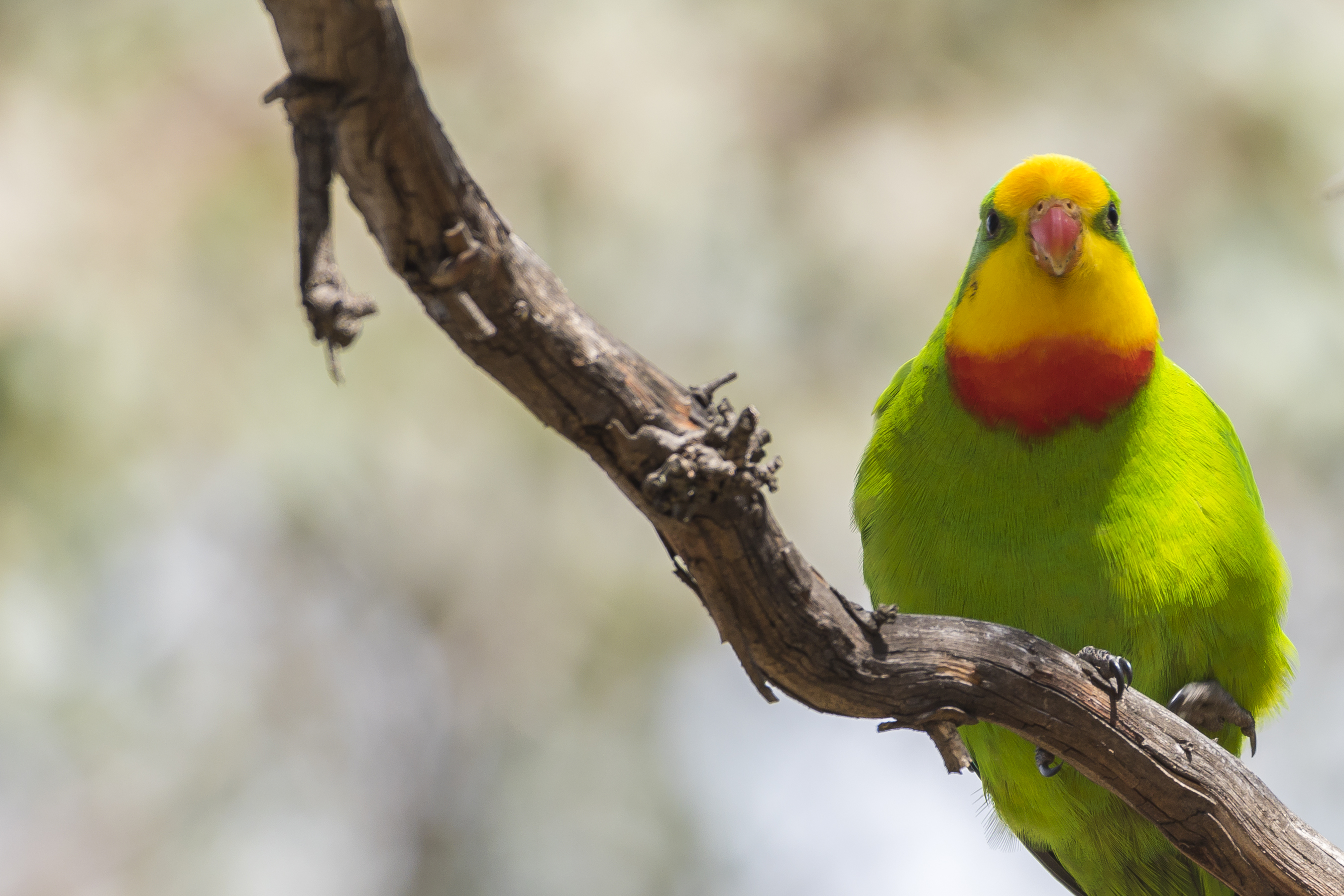
طوطی نر بالغ در کانبرا
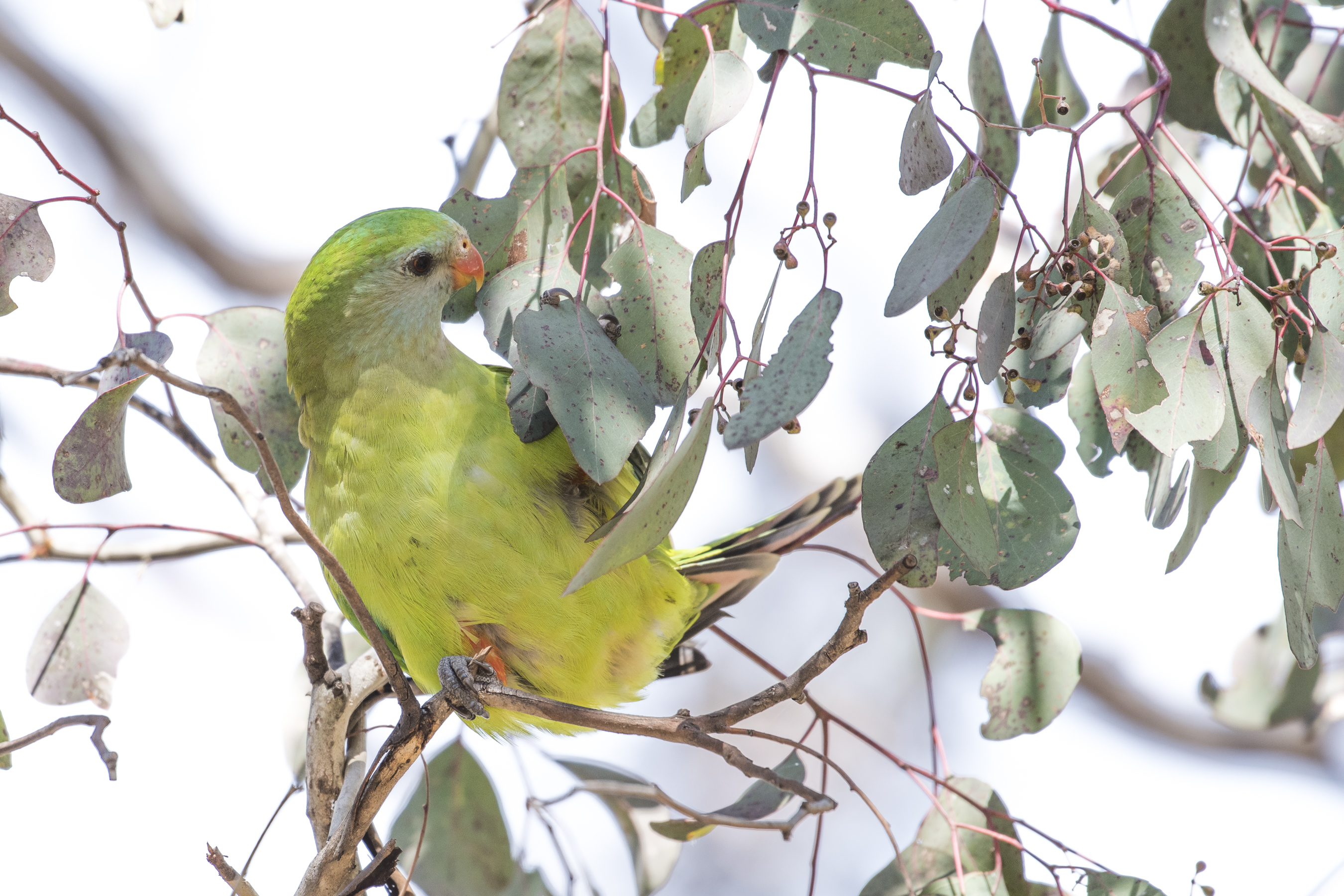
طوطی ماده بالغ در کانبرا
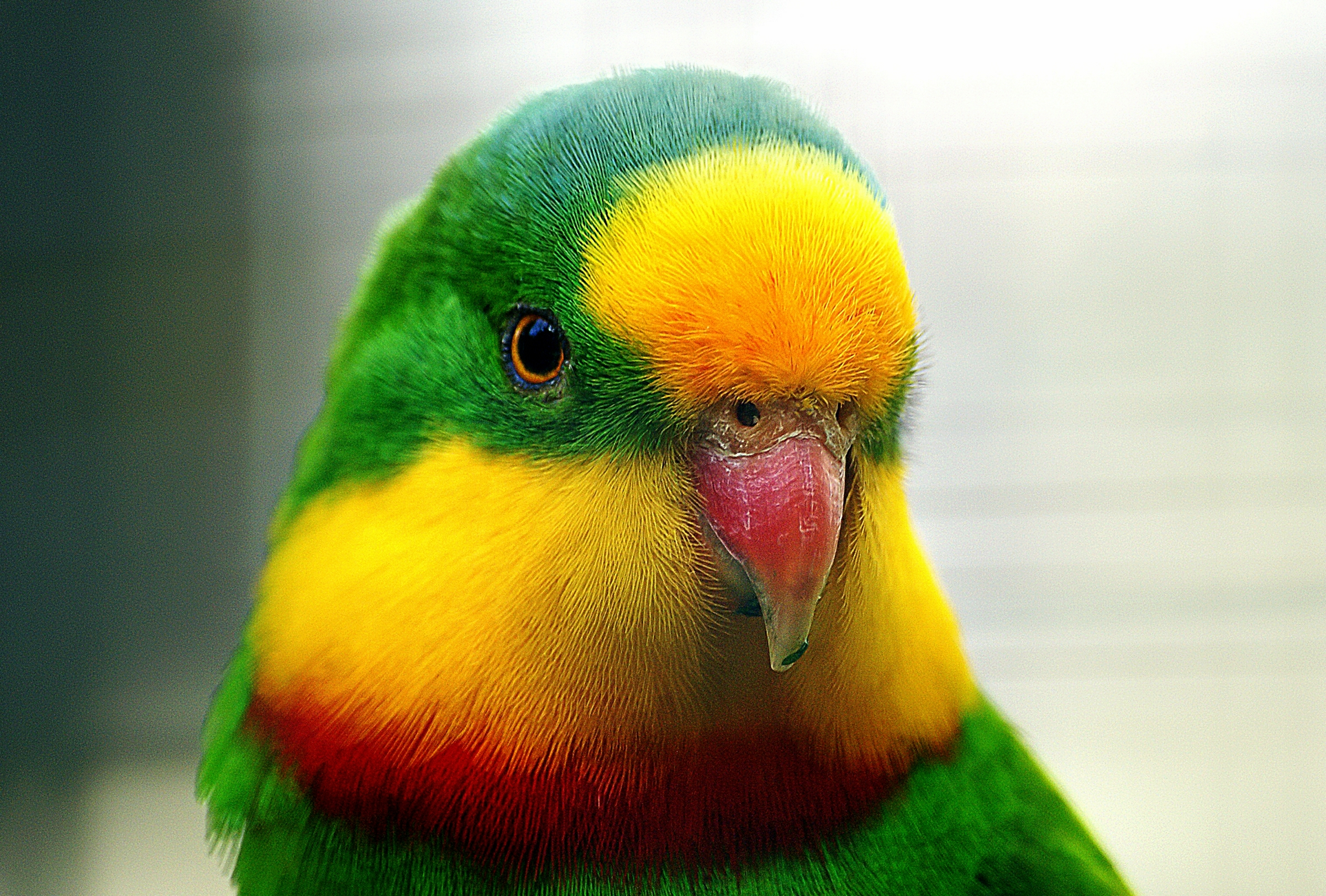
نمای نزدیک از نر